# Ranunculus subvastisectus
Ranunculus subvastisectus är en ranunkelväxtart som beskrevs av S. Ericsson. Ranunculus subvastisectus ingår i släktet ranunkler, och familjen ranunkelväxter. Inga underarter finns listade i Catalogue of Life.